# Magnetska indukcija
Magnetska indukcija ili gustoća magnetskog toka (oznaka B) je vektorska fizikalna veličina koja opisuje magnetsko polje i određuje Lorentzovu silu kojom magnetsko polje djeluje na električki nabijenu česticu u gibanju. Magnetska indukcija je umnožak magnetske permeabilnosti sredstva μ i jakosti magnetskoga polja H, to jest:
{\displaystyle \mathbf {B} =\mu \cdot \mathbf {H} }
Mjerna jedinica magnetske indukcije je tesla (T = Wb/m²).

## Magnetski tok i gustoća magnetskog toka
Skup magnetskih silnica koji prolazi kroz neku površinu S zove se magnetski tok ili magnetski fluks Φ. No kroz neke dijelove površine S može prolaziti više, a kroz neke dijelove manje magnetskih silnica. Prema tome gustoća magnetskih silnica, odnosno magnetskog toka, bit će na različitim mjestima različita. Gustoća magnetskog toka označuje se slovom B i zove se magnetska indukcija. Ako kroz neku površinu S prolazi magnetski tok ΦB, onda je gustoća magnetskog toka B jednaka:
{\displaystyle \mathbf {B} ={\Phi _{B} \over \mathbf {S} }}
Gustoća magnetskog toka ili magnetska indukcija je broj magnetskih silnica koji prolazi kroz jedinicu površine. U homogenom polju je gustoća toka B u svakoj točki površine S jednaka. Iz gornjeg izraza slijedi da je magnetski tok:
{\displaystyle \Phi _{B}=\mathbf {B} \cdot \mathbf {S} \ }
Mjerna jedinica za magnetski tok ΦB je 1 veber, kraće 1 Wb (u počast njemačkog fizičara Wilhelma Webera), a mjerna jedinica za gustoću magnetskog toka B, odnosno magnetsku indukciju, je 1 tesla, kraće 1 T (u počast našem fizičaru Nikoli Tesli). Veza između ovih mjernih jedinica je:
{\displaystyle \mathbf {T} ={\mathbf {Wb}  \over \mathbf {m^{2}} }}
odnosno:
{\displaystyle \mathbf {Wb} =\mathbf {T} \cdot \mathbf {m^{2}} \ }

## Veličina sile koja djeluje na ravan vodič u magnetskom polju
Mjeri li se silu F koja djeluje na ravan električni vodič u magnetskom polju kod različitih jakosti električne struje I, različite gustoće magnetskog toka B i različitih duljina električnog vodiča l, dolazi se do sljedeće zakonitosti:
{\displaystyle F=B\cdot I\cdot l}
Iz toga izraza dobijemo lako magnetsku indukciju B ako su poznate ostale 3 veličine, to jest:
{\displaystyle B={F \over I\cdot l}}
Iz toga možemo izvesti i definiciju mjerne jedinice magnetske indukcije. Jedinicu magnetske indukcije ima magnetsko polje koje djeluje silom od 1 N na električni vodič duljine 1m, koji stoji okomito na magnetske silnice kada u njemu teče električna struja od 1 A. Ta se mjerna jedinica zove 1 njutn na ampermetar (N/Am) ili 1 tesla (T). 
Budući da je:
{\displaystyle \mathbf {N} ={\mathbf {V} \cdot \mathbf {A} \cdot \mathbf {s}  \over \mathbf {m} }}
to je:
{\displaystyle \mathbf {T} ={\mathbf {V} \cdot \mathbf {A} \cdot \mathbf {s}  \over \mathbf {m} \cdot \mathbf {A} \cdot \mathbf {m} }={\mathbf {V} \cdot \mathbf {s}  \over \mathbf {m^{2}} }}
ili:
{\displaystyle \mathbf {T} ={\mathbf {V} \cdot \mathbf {s}  \over \mathbf {m^{2}} }={\mathbf {Wb}  \over \mathbf {m^{2}} }}
pa je:
{\displaystyle \mathbf {Wb} =\mathbf {V} \cdot \mathbf {s} \ }
Iz izraza 1 T = 1 Wb/m2 proizlazi međunarodna definicija:
1 tesla (T) je magnetska indukcija homogenog magnetskog polja u kojem magnetski tok od jednog vebera prolazi okomito kroz površinu od jednog četvornog metra.
Kako je 1 T vrlo velika jedinica, jer vrlo jaki elektromagneti imaju magnetsku indukciju 10 T, a Zemljino magnetsko polje jedva 10-5 T, to se upotrebljava za magnetsku indukciju manja jedinica gaus (G):
{\displaystyle \mathbf {G} =\mathbf {10^{-4}} \mathbf {T} \ }

## Poveznice
- Elektromagnetska indukcija